# الفراشة المذهبة
الفراشة المذهبة (بالإنجليزية: The Gilded Butterfly)‏ فيلم أبيض وأسود درامي أمريكي صامت إنتاج عام 1926 من إخراج جون غريفيث راي وبطولة ألما روبنس ، بيرت ليتيل ، وهنتلي غوردون.

## ملخص الفيلم
تُركت ليندا هافيرهيل مفلسة بعد وفاة والدها، الفتاة الخالية من الهموم التي نشأت في ثروة كبيرة بين أربعة أطفال، تجد نفسها فجأة بلا أبوين ومفلسة ، وغير مجهزة للتعامل مع الموقف، حصلت على أموال مدفوعة من قبل جون كونفيرس الذي يرغب في الحصول عليها على الرغم من ميولها الاجتماعية، في محاولة للحفاظ على مكانتها في المجتمع تسافر إلى الخارج لكنها سرعان ما تنهار، في الطريق تقع ليندا في حب الكابتن بريان أنستري من جيش الولايات المتحدة الذي يثير شكوك جون. في محاولة للحصول على أموال التأمين ، أحرقت ليندا عباءاتها واعتقلت. في طريقهم إلى السجن وبينما يرافقهم أحد المحققين، تحطمت سيارة الأجرة الخاصة بهم عندما اصطدمت بعربة دورية. فيما أصيب المحقق بجروح قاتلة يتعرف على امرأة ميتة مختلفة على أنها أسيرته، مما يسمح لليندا بالفرار. تبين أن جون ليس شريرًا جدًا بعد كل شيء ويتراجع، مما يسمح لبريان وليندا بالاتحاد.

## طاقم العمل
- ألما روبنس في دور ليندا هافيرهيل
- بيرت ليتيل في دور بريان أنستري
- هنتلي غوردون في دور جون كونفيرس
- فرانك كينان في دور جيم هافيرهيل
- هربرت رولينسون في دور كورتني روث
- فيرا لويس في دور السيدة رالستون
- آرثر هويت في دور السيد رالستون
- كارولين سنودن في دور الخادمة

## روابط خارجية
- الفراشة المذهبة  في قاعدة بيانات الأفلام على الإنترنت (بالإنجليزية)
- Synopsis على موقع أول موفي.